# Ischnocanaba euryzona
Ischnocanaba euryzona is een vlinder uit de familie van de Heliozelidae. De wetenschappelijke naam van de soort is voor het eerst geldig gepubliceerd in 1961 door Bradley.